# The Law in Their Own Hands
The Law in Their Own Hands è un cortometraggio muto del 1913 diretto da Frank Wilson.

## Trama
Dei vagabondi si fingono poliziotti e bloccano le attività del municipio.

## Produzione
Il film fu prodotto dalla Hepworth.

## Distribuzione
Distribuito dalla Hepworth, il film - un cortometraggio di 167,64 metri - uscì nelle sale cinematografiche britanniche nel febbraio 1913.
Si conoscono pochi dati del film che, prodotto dalla Hepworth, fu distrutto nel 1924 dallo stesso produttore, Cecil M. Hepworth. Fallito, in gravissime difficoltà finanziarie, il produttore pensò in questo modo di poter almeno recuperare il nitrato d'argento della pellicola.